# Nabburg
Nabburg település Németországban, azon belül Bajorországban. Lakosainak száma 6349 fő (2023. december 31.).

## Népesség
A település népessége az elmúlt években az alábbi módon változott:
| Lakosok száma | 1887 | 4252 | 6335 | 6062 | 6105 | 6048 | 6067 | 6137 | 6224 | 6349 |
|               | 1875 | 1950 | 1975 | 1987 | 2012 | 2014 | 2016 | 2017 | 2021 | 2023 |